# Corcos
Corcos település Spanyolországban, Valladolid tartományban. Corcos Cigales, Ampudia, Trigueros del Valle, Cubillas de Santa Marta, Valoria la Buena, San Martín de Valvení és Cabezón de Pisuerga községekkel határos. Lakosainak száma 210 fő (2024).

## Népesség
A település népessége az utóbbi években az alábbiak szerint változott:
| Lakosok száma | 270  | 258  | 241  | 242  | 225  | 211  | 203  | 201  | 199  | 210  |
|               | 2001 | 2004 | 2007 | 2009 | 2012 | 2014 | 2017 | 2019 | 2022 | 2024 |